# سان ایسیدرو

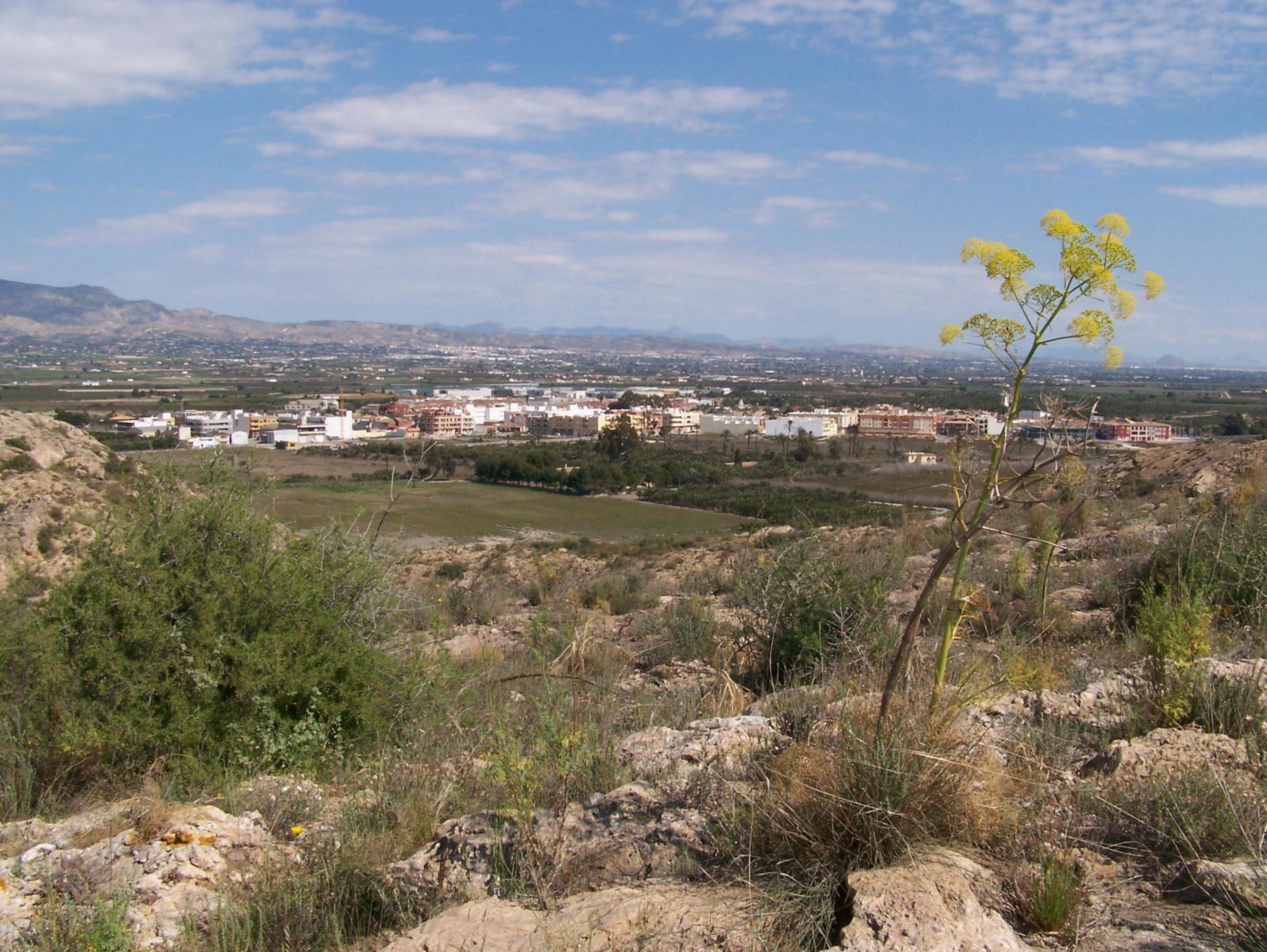
نمایی از سان ایسیدرو، دهستانی در استان آلیکانتهٔ اسپانیا - ۲۰۰۸

سان ایسیدرو دهستانی در استان آلیکانتهٔ اسپانیا است.
در این دهستان ۱٬۴۰۱ نفر زندگی می‌کنند. مساحت این دهستان ۱۱٫۷ کیلومتر مربع است.